# Божидар Главев
Отец Божидар Главев е български музикант и свещеник, роден на 12 юли 1963 година в София.
Съпруга: Десислава Главева.

## Биография
През 1984 г. с Денис Ризов и Звездомир Керемидчиев основават група Оазис. През 1986 г. тримата стават част от група „Ахат“. Главев е автор на музиката на всичките осем песни от първия албум на бандата, издаден през 1988 и пуснат на пазара година по-късно, както и на пет от текстовете на песните в него. Създател на най-големия хит на „Ахат“ – „Черната овца“, определен от редица класации и за най-добър български рок хит.
В периода 1993 – 1994 г. твори като самостоятелен изпълнител и записва миниалбума „High Again“. С песента „Love and pride“ участва в няколко компилации.
След 1998 г. изоставя музикалната си кариера и се отдава на православната вяра. Става свещеник в енорийските храмове „Св. Архангел Михаил“ в село Горица и „Св. Вмчк. Димитър Солунски“ в град Каблешково, област Бургас (Сливенска епархия).
На 30 август в храм „Св. Димитър“, гр. Каблешково, по време на неделната света Литургия Негово Високопреосвещенство Сливенският митрополит Иоаникий награждава с офикия „протойерей“ свещеник Божидар Главев.
Основател е на уебсайта "Бъди верен", в който се обявява срещу модернизацията на Православната църква.